# Сидоренко (село)
Сидоренко (укр. Сидоренко) — село,
Васильковский сельский совет,
Петропавловский район,
Днепропетровская область,
Украина.
Код КОАТУУ — 1223881205. Население по переписи 2001 года составляло 167 человек.

## Географическое положение
Село Сидоренко находится на расстоянии в 0,5 км от села Кунинова и в 1-м км от села Запорожье.
По селу протекает пересыхающий ручей.